# Goffredo Petrassi
Goffredo Petrassi (Zagarolo, 1904. július 16. – Róma, 2003. március 3.) olasz zeneszerző, karmester és tanár. A huszadik századi olasz zeneszerzés  egyik legnagyobb hatású alakja.

## Élete
Petrassi Zagarolóban született, Palestrina mellett. 1928-33 között a római Conservatorio di Santa Cecilián tanult zeneszerzést és orgonát. Partita c. zenekari művét 1934-ben Alfredo Casella vezényelte az amszterdami ISCM fesztiválon.
1937-39 között a velencei La Fenice intendánsa, 1939-től a Conservatorio di Santa Cecilia tanára, 1959-től - Pizzetti utódjaként - az Accademia di Santa Cecilia zeneszerzői mesteriskolájának a professzora. Növendékei közül a legismertebbek Franco Donatoni, Aldo Clementi, Cornelius Cardew, Ennio Morricone, Eric Salzman, Peter Maxwell Davies, Richard Teitelbaum. Számos magyar zeneszerző (Szőllősy András, Peskó Zoltán, Durkó Zsolt, Jeney Zoltán, Huszár Lajos) mestere, a Liszt Ferenc Zeneművészeti Főiskola tiszteletbeli tanára (1976). Romában halt meg, 98 éves korában.

## Művei
Operák és balettok, nagyzenekari művek, vokális és kamarazenék, szólóművek. Pályája kezdetén a kor neoklasszikus irányzatát követte, zenéjében megfigyelhető Bartók, Hindemith és Stravinsky hatása. Később Petrassi művészetében egy sajátos módon értelmezett poszt-weberni hatás is megfigyelhető. Mindez egyéni módon és az olasz hagyományokat is megőrizve jelenik meg a zenéjében.